# XTE J1650-500
XTE J1650-500(영어: Stellar black hole XTE J1650-500)은 항성 블랙홀과 K형 주계열성으로 이루어진 쌍성계이다. 제단자리 방향으로 지구로부터 약 15000광년 떨어진 곳에 있다. 2008년 3월 31일 발견 사실이 공표되었으며 연구 결과 지름은 약 24킬로미터, 질량은 태양의 3.8배 정도밖에 안 되는 소형 블랙홀임이 밝혀졌다. 이 정도 크기라면 대한민국의 서울특별시와 비슷하다. 직전 가장 작은 블랙홀은 GRO 1655-40으로 추정질량은 태양의 6.3배이다.
XTE J1650-500은 작아진 만큼 위력도 강할 것으로 추정된다. 블랙홀은 보통 초신성 폭발의 잔해로 2배 이상의 태양 질량이 지름 50 km 안에 집중되어 있는 것으로, 질량이 크고 지름이 작아질수록 물질을 흡수하는 위력은 강해진다.
X선 탐지법 등으로 발견하였다.

## 같이 보기
- 항성질량 블랙홀